# 羅蘭鎮區 (愛荷華州韋伯斯特縣)
羅蘭鎮區（英語：Roland Township）是位於美國愛荷華州韋伯斯特縣的一個行政鎮區。

## 地方資料
根據2010年美國人口普查的數據，羅蘭鎮區的面積為93.37平方千米，當中陸地面積為92.30平方千米，而水域面積為1.06平方千米。當地共有人口1216人，而人口密度為每平方千米13.02人。